# پاول کل
پاول کل (انگلیسی: Paul Kohl; ۱۲ نوامبر ۱۸۹۴ – ۱۷ دسامبر ۱۹۵۹) دوچرخه‌سوار اهل آلمان بود.